# Associazione Sportiva Biellese 1957-1958
Questa voce raccoglie le informazioni riguardanti l'Associazione Sportiva Biellese nelle competizioni ufficiali della stagione 1957-1958.

## Rosa
| N. |                   | Ruolo | Calciatore         |
| -- | ----------------- | ----- | ------------------ |
|    | Italia (bandiera) | C     | Luigi Angelini     |
|    | Italia (bandiera) | C     | Giancarlo Bessi    |
|    | Italia (bandiera) | A     | Ettore Campanini   |
|    | Italia (bandiera) | C     | Vittorio Cantoni   |
|    | Italia (bandiera) | D     | Pietro Cappellino  |
|    | Italia (bandiera) | A     | Benito Cheney      |
|    | Italia (bandiera) | C     | Giuseppe Crivelli  |
|    | Italia (bandiera) | D     | Giuseppe Formica   |
|    | Italia (bandiera) | C     | Stefano Francescon |
|    | Italia (bandiera) | C     | Angelo Frigerio    |
|    | Italia (bandiera) | A     | Gaggia             |
|    | Italia (bandiera) | A     | Giovanni Garizio   |

| N. |                   | Ruolo | Calciatore          |
| -- | ----------------- | ----- | ------------------- |
|    | Italia (bandiera) | A     | Gianfrancesco Gazza |
|    | Italia (bandiera) | A     | Giovannetti         |
|    | Italia (bandiera) | P     | Vaifro Leni         |
|    | Italia (bandiera) | P     | Eros Lovo           |
|    | Italia (bandiera) | D     | Italo Mancini       |
|    | Italia (bandiera) | C     | Bruno Mazzia        |
|    | Italia (bandiera) | D     | Angelo Oliaro       |
|    | Italia (bandiera) | A     | Donatello Orso      |
|    | Italia (bandiera) | A     | Basilio Parodi      |
|    | Italia (bandiera) | C     | Angelo Pochissimo   |
|    | Italia (bandiera) | A     | Gino Raffin         |

## Risultati

### Coppa Italia

#### Fase a gironi
| 1ª giornata | Torino | 1 – 1 | Biellese |  |

| 2ª giornata | Biellese | 2 – 4 | Juventus |  |

| 3ª giornata | Pro Vercelli | 1 – 0 | Biellese |  |

| 4ª giornata | Biellese | 1 – 4 | Torino |  |

| 5ª giornata | Juventus | 3 – 1 | Biellese |  |

| 6ª giornata | Biellese | 4 – 1 | Pro Vercelli |  |